# Edith Tiempo
Edith Tiempo (22 avril 1919, Bayombong - 21 août 2011, Dumaguete) est une écrivaine et poétesse philippine.
En 1999, elle reçoit le prix de littérature de l'ordre des Artistes nationaux des Philippines,.